# Gammalkatolska kyrkor
Gammalkatolska kyrkor är ett samlingsnamn för självbetecknade katolska religiösa samfund som står utanför gemenskapen med påven och den Romersk-katolska kyrkan. Några tillhör Utrechtunionen men flertalet står utanför unionen. I flera avseenden intar gammalkatolikerna numera en med den – i Västvärlden – dominerande teologiska synen samt i moralfrågor en mera liberal hållning än den Romersk-katolska kyrkan. Man avskaffade tidigt kravet på celibat för präster och har i samtliga gammalkatolska kyrkor inom Utrechtunionen, utom i Polen fattat beslut om prästvigning av kvinnor. Några av de gammalkatolska kyrkorna inom Utrechtunionen har uttalat stöd för HBTQ-rörelsen, dock inte Oberoende filippinska kyrkan, Polska nationalkatolska kyrkan, Mariavitkyrkan och Slovakiska gammalkatolska kyrkan. Ingen av dessa kyrkor är medlemmar av Utrechtunionen, men har samarbetsavtal med den.
Ett antal mindre europeiska gammalkatolska nationalkyrkor samt flertalet amerikanska gammalkatoliker står utanför Utrechtunionen.
I samband med att Utrechtunionen liberaliserades på 1990-talet lämnade Polska nationalkatolska kyrkan (PNCC) unionen. I samband med detta bildades Scrantonunionen som omfattar PNCC och Nordisk-katolska kyrkan.

## Historia

### Nederländska gammalkatolska kyrkan
Den äldsta av dessa uppkom 1723 i Nederländerna i samband med striden om jansenismen och efter att den romersk-katolske ärkebiskopen av Utrecht pro-jansenistiske Peter Codde suspenderats 1702. Under de följande decennierna skärptes spänningsförhållandet mellan Rom och Utrecht. En definitiv brytning kom det till då domkapitlet i Utrecht mot Roms vilja valde Cornelius Steenoven till ärkebiskop 1723. Han vigdes följande år av missionsbiskopen av Babylon, Dominique Marie Varlet, som efter sin suspension bosatt sig i Amsterdam. Såväl valet som biskopsvigningen företogs under sådana former, att tillsättningsprocessen trots påvens ogillande kunde hävdas ha kanonisk giltighet.

### Första Vatikankonciliet och Utrechtunionen
Halvannat sekel efter kom nästa utbrytning: Några grupper, samlade kring några teologiprofessorer och andra akademiker, protesterade i konciliarismens och nationalkyrklighetens anda mot Vatikankonciliets proklamation av påvens primat och ofelbarhet. Ledare för dessa var den tyske kyrkohistorikern Ignaz von Döllinger.
I Tyskland hade motståndet sitt fäste bland universitetsteologerna, av vilka 33 i ett uttalande ställde sig på oppositionens sida. 1871 möttes oppositionen i München med 300 delegater från Tyskland, Österrike, Schweiz, Holland, Frankrike, Spanien, Irland och Brasilien där man fasthöll vid Tridentinska kyrkomötets beslut – att trosfrågor endast kunde definieras i enlighet med Skriften.
Den andra kongressen hölls 1872 med 350 deltagare och följande år valdes J.H. Reinkens till dess förste biskop och han vigdes till sitt ämbete av biskopen av Deventer.
Mellan Utrechtkyrkan och den nya gammalkatolicismen rådde ett visst spänningsförhållande under 1870- och 1880-talen. Den främsta orsaken var att de senare för att främja samförståndet med ortodoxa, anglikaner och protestanter börjat avvisa Tridentinska kyrkomötets beslut.
Genom Utrechtunionen 1889 förenades dock de gammalkatolska kyrkorna i Holland, Tyskland och Schweiz och det beslutades att de tre holländska biskoparna tillsammans med den tyske och schweiziske biskopen skulle bilda en gemensam biskopskonferens och samtidigt utfärdades den så kallade Utrechtdeklarationen som gav uttryck åt de gammalkatolska läroprinciperna.
Namnet gammalkatolska kyrkan syns inte kunna beläggas före 1870 och striden kring dogmen om påvens ofelbarhet. Den gammalkatolska kyrkorna är episkopala, det vill säga leds av biskopar som gör anspråk på att ha del i den apostoliska successionen.

### Senare utvecklingar
Senare tillkom ytterligare kyrkor till Utrechtunionen och dess antal är omkring 500 000 medlemmar. Den Oberoende filippinska kyrkan har anslutit sig till Utrechtunionen efter att ha erhållit den apostoliska successionen från Amerikanska Episkopalkyrkan 1948.
Den Polska Nationalkatolska kyrkan (PNCC) har sedermera lämnat Utrechtunionen i protest mot vigning av kvinnliga präster samt en i deras tycke liberal teologi.

## Gammalkatoliker i Sverige
I Sverige finns sedan 1976 några små gammalkatolska församlingar som är anslutna till Utrechtunionen samt ytterligare några som står utanför Utrechtunionen. Den Gammalkatolska kyrkan i Sverige är den enda gammalkatolska kyrka i Sverige som är erkänd av Utrechtunionen och den Anglikanska kyrkogemenskapen. Även den Liberala katolska kyrkan (LKK) har sin successionslinje från den gammalkatolska kyrkan, men har tidvis stått läromässigt långt ifrån denna på den tid då LKK starkt betonade en teosofiskt inspirerad syn. LKK kallar sig inte för gammalkatolsk.
Den Gammalkatolska kyrkan i Sverige är liten men upptogs ändå som medlemmar i Utrechtunionen 1976. Församlingar och grupper finns från Malmö i söder till Umeå i norr. Dessa betjänas av en präst. Ansvarig biskop för Sverige är den gammalkatolske biskopen i Haarlem i Nederländerna.
Allmänna apostoliska kyrkan (AAK) är en kyrka med rötterna i amerikansk gammalkatolicism och har verksamhet på olika platser i Europa. Denna kyrka är helt oberoende från Utrechtunionen och har inget samarbete med denna. Ledaren för AAK i Europa med säte i Sverige är biskop Anders Holmwall. Enligt egna uppgifter har AAK en biskop, en monsignore och fyra präster med sex församlingar.
En biskop i Sverige är vigd i den mariavitiska gammalkatolska kyrkan. Denne biskop har ingen utåtriktad verksamhet. Mariaviterna är en kyrka grundad i Polen och som uteslöts ur Utrechtunionen 1925 på grund av lärostrider men återupptogs 1972. Den mariavitiska kyrkan i Polen med säte i Plock erkänner inte denna biskop som är vigd i Tyskland av en vagantebiskop.
Den Apostoliskt episkopala kyrkan, en anglikansk-gammalkatolsk kyrka, har i dag ingen aktiv verksamhet i Sverige, men Bertil Persson, Solna, är vigd till biskop i denna kyrka.

## Gammalkatoliker i USA
Indenpendent Old Catholic Church är en gammalkatolsk kyrka i USA med rötterna i den europeiska kyrkofamiljen.

## Källhänvisning